# Ben McDonald
Benjamin McDonald, detto Ben (Torrance, 20 luglio 1962), è un ex cestista e allenatore di pallacanestro statunitense, professionista nella NBA, in Spagna, Israele, Germania e Portogallo.

## Carriera
Venne selezionato dai Cleveland Cavaliers al terzo giro del Draft NBA 1984 (50ª scelta assoluta).